# موسع وعائي نتري

نيتروجلسرين (دواء) (النيتروجلسرين)

المولسيدومين

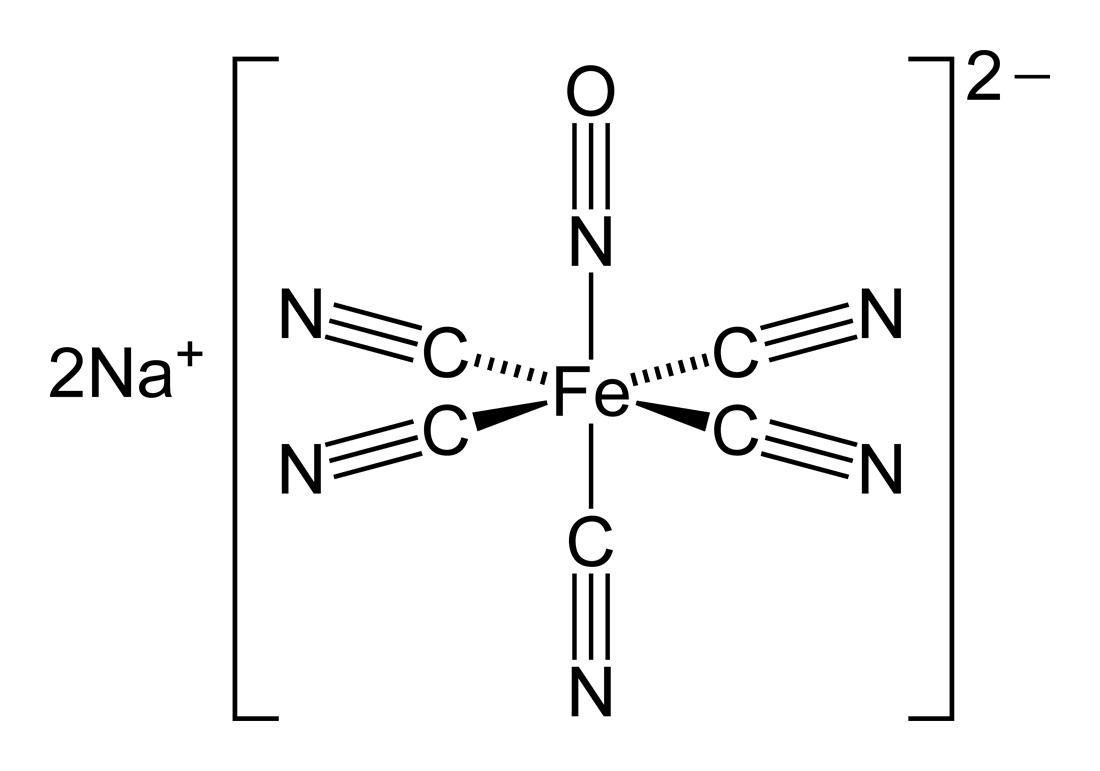
نتروبروسيد الصوديوم

الموسعات الوعائية النترية هو دواء يقوم بتوسيع الأوعية الدموية عن طريق منح أكسيد النيتريك (NO) ،و غالباً ما يستخدم للعلاج والوقاية من الذبحة الصدرية.
وتشمل هذه المجموعة من الأدوية النترات (إسترات حمض النيتريك)، والتي تختزل إلى أكسيد النيتريك(NO) في الجسم. ومن الأمثلة على ذلك:
- النيتروجلسرين(nitroglycerine).
- أحادي نترات أيزوسوربيد وثنائي النترات(isosorbide mononitrate and dinitrate).
- إترامين(Itramin).
- بنتا إريثريتل رباعي النترات(pentaerithrityl tetranitrate).
- بروباتيل النترات(Propatylnitrate).
- تينترامين(Tenitramine).
- ترولنترات(Trolnitrate).
- نيكوراندل(nicorandil)(والذي يعمل بشكل اضافي على فتح قناة الصوديوم)

ومن Nitrovasodilators التي لا تنتمي إلى النترات، المولسيدومين(molsidomine)و اللينسيدومين(linsidomine) الذي هو شكل نشط من molsidomine بعد أن تمت معالجته من قبل الجسم، وكذلك نتروبروسيد الصوديوم. و لا تحتاج هذه المواد إلى أن تختزل في الجسم لمنح أكسيد النيتريك (NO).

## الاستخدامات الطبية
تستخدم النترات للعلاج والوقاية من الذبحة الصدرية واحتشاء عضلة القلب الحاد، المولسيدومين (molsidomine) يعمل ببطء أي أن تأثيره يحتاج لوقت حتى يظهر فلن يكون مفيد لعلاج الذبحة الصدرية الحادة
يستخدم النيتروجلسرين على شكل رذاذ تحت اللسان (رذاذ نيترو) أو كبسولات لينة يمكن طحنها لعلاج الذبحة الصدرية بشكل أسرع. كما يعطى نتروبروسيد عن طريق الوريد لعلاج ارتفاع ضغط الدم المفاجئ، وفشل القلب، وانخفاض ضغط الدم أثناء الجراحة.

## موانع استخدام الدواء
يمنع استخدام ال Nitrovasodilators في حال انخفاض ضغط الدم وقد يشكل خطورة. و يشمل ذلك: بعض الإختلافات بين الأفراد من حيث المواد، ضغط الدم المنخفض، الصدمة بما في ذلك: الصدمة القلبية، فقر الدم(Anemia).
فاعلية الدواء(هل هو مفيد أو ضار) في حالات فشل القلب واحتشاء عضلة القلب يعتمد على سرعة عمله: فالمواد ذات المفعول السريع مثل النيترو جلسرين والنتروبروسيد يمكن أن تكون مفيدة للسيطرة على ضغط الدم وبالتالي كمية الدم التي يتوجب على القلب ضخها، في حال تمت متابعة الحالة بشكل مستمر.
أما المواد بطيئة المفعول تزيد من احتمالية نقص التروية للقلب(فقر الأكسجين) بسبب خفض ضغط الدم غير المسيطر عليه لذلك يمنع استخدامها. اعتماداً على الظروف، فقد يمنع استخدام المواد سريعة المفعول مثل النيترو جلسرين للمرضى المصابين بقصور القلب الإنسدادي (Obstructive Heart Failure)
هذه الأدوية يمنع أخذها من قبل المرضى الذين استخدموا مؤخراً مثبطات فسفو داي استيريز 5PDE5 Inhibitors مثل فياغرا(Viagra).

## الأعراض الجانبية
معظم الآثار الجانبية ناتجة عن قيام الدواء بتوسيع الأوعية الدموية وما يتبعه من انخفاض في ضغط الدم. وهي تشمل الصداع ("صداع نترات") الناجم عن اتساع الأوعية الدموية في الدماغ، تسارع ضربات القلب الانعكاسي، واحمرار الجلد عادة فوق الوجنتين أو الرقبة، الدوار، الغثيان والقيء. هذه الآثار عادة ما تهدأ بعد بضعة أيام إذا استمر العلاج.
نادراً ما يحدث انخفاض شديد في ضغط الدم بعد فترة وجيزة من بداية العلاج، وربما يؤدي إلى زيادة أعراض الذبحة الصدرية أو الإغماء، وأحيانا يصاحب ذلك تباطؤ في ضربات القلب.

## التداخلات الدوائية
هناك مجموعة من الأدوية لها نفس تأثير ال Nitrovasodilator لذلك في حال استُخدمت معها فإنها تؤدي إلى خفض ضغط الدم بشكل مضاعف. على سبيل المثال، موسعات الأوعية الدموية، الأدوية الخافضة للضغط، الأدوية المضادة للإكتئاب التابعة ل tricyclic antidepressants ، أدوية الأمراض النفسية(antipsychotic)، أدوية التخدير الكلي(General Anesthetics) ، و كذلك الايثانول.
يمنع كلياً دمج Nitrovasodilator مع ال PDE5 Inhibitors مثبطات فسفو داي استيريز 5 مثل الفياغرا(Viagra) لأنه قد يحدث انخفاض شديد في ضغط الدم الذي قد يهدد الحياة.
النترات تزيد من التوافر البيولوجي ل داي هيدرو إرغوتامين (DiHydroErgotamine DHE). و إن المستويات العالية من دايهيدروإرغوتامين(DHE) قد تؤدي إلى تشنجات في الشريان التاجي عند المرضى الذين يعانون من أمراض الشريان التاجي. هذا التفاعل لا يظهر مع non-nitrate Nitrovasodilators.

## آلية العمل
Nitrovasodilator يخضع لمجموعة من التحويلات قبل أن يعطيك الشكل النشط الذي يقوم بتوسيع الأوعية الدموية(Prodrug)، يقوم بمنح ال NO أكسيد النتريك بآليات مختلفة. النترات يتم اختزالها باستخدام الإنزيمات. المولسيدومين (Molsidomine) و نتروبروسيد تحتوي على النيتروجين في حالة الأكسدة الصحيحة (+2) فتمنحك NO بدون مساعدة من الإنزيمات.
NO ينشط الشكل القابل للذوبان من إنزيم cyclaseguanylate في خلايا العضلات الملساء في الأوعية الدموية.Guanylate Cyclase ينتج(cyclic guanosine
(monophosphate (cGM)أحادي فوسفات الغوانوزين الحلقي من ثُلاَثِيُّ فُوسْفات ِالغوانُوزين(guanosine triphosphate (GTP). (cGMPأحادي فوسفات الغوانوزين الحلقي بالمقابل ينشط cyclic nucleotide-dependent protein kinase G كايناز البروتين ج المعتمد على سايكلك نيكلوتيد، الذي يقوم بفَسْفَرة (إدخال مجموعة فوسفات إلى الجزيء ) البروتينات المختلفة التي تلعب دورًا في خفض مستويات الكالسيوم داخل الخلايا، مما يؤدي إلى استرخاء خلايا العضلات، وبالتالي إلى تمدد الأوعية الدموية.
أفضل ما يمكن فعله خلال الذبحة الصدرية هو توسيع الأوردة، مما يزيد من قدرتها على احتواء الدم لفترة أطول(venous pooling)وبالتالي تقليل ضغط الدم العائد إلى لقلب(preload). توسيع الشرايين الكبيرة أيضًا يقلل من الضغط الذي يجب على القلب ضخ الدم عكسه(afterload). بالتالي تقليل كل من ضغط الدم العائد للقلب(preload) و ضغط الدم الذي يجب على القلب ضخ الدم عكسه(afterload) يقلل من احتياجات القلب إلى الطاقة وبالتالي استهلاك الأوكسجين. إلى جانب ذلك، فإن ال NO التي تمنحه Nitrovasodilator يقلل من تشنجات الشريان التاجي، فيؤدي إلى زيادة امدادات الاوكسجين إلى القلب.

### آلية التفاعل مع مثبطاتPDE5
مثبطات PDE5 تمنع تحطيم ال cGMP بواسطة إنزيم فسفو داي استيريز 5 PDE5. بالإضافة إلى زيادة تصنيع cGMP الناجمة عن ال Nitrovasodilator . فذلك يؤدي إلى ارتفاع تركيز cGMP، فيتجمع الدم بكميات هائلة في الأوردة، مما يؤدي إلى انخفاض شديد في ضغط الدم الذي قد يهدد الحياة.

## تحمل النترات
الاستخدام المتواصل للنترات قد يؤدي إلى الوصول لمرحلة بحيث أن الجسم لا يستجيب للدواء(tolerance)، أي أن الاستخدام المتواصل يؤدي إلى انخفاض سريع في التأثير، عادة في غضون 24 ساعة. لذلك يجب أن تكون هناك فترة خالية من استخدام الدواء تتراوح من ست إلى ثماني ساعات حتى يستعيد فعاليته الأصلية. كان يعتقد أن هذه الظاهرة ناتجة عن استنزاف مجموعة الثيول (-SH) الضرورية لاختزال النترات. هذه النظرية تتناسب مع حقيقة أن المولسيدومين molsidomine (الذي لا يختزل) لا يفقد فاعليته مع الاستخدام المستمر، ولكن في الوقت الحالي هذه النظرية مرفوضة. هناك نظريات أخرى تشتمل على أن زيادة الضغط التأكسدي (oxidative stress) تؤدي إلى تحول ال NO إلى peroxynitrite فبالتالي يفقد فاعليته، وإفراز ال Vasoconstrictors مثل ال أنجيوتنسين 2 و اندوثيلين (angiotensin II and endothelin) كاستجابة الأوعية الدموية إلى مفعول ال NO(NO-mediated vasodilation).

## الاختلافات في حرائك الأدوية
النترات تختلف في سرعة ومدة عملها. النيترو جليسرين يبدأ بالعمل بشكل سريع ولكن لمدة قصيرة (10-30 دقيقة)، في حين أن معظم النترات الأخرى تحتاج لوقت أطول لتبدأ بالعمل، لكنها فعالة لمدة تصل ل 6 ساعات. المولسيدومين(Molsidomine)، كما ذكر سابقاً، يعمل ببطء، ولا يفقد فعاليته مع الاستخدام المستمر. نتروبروسيد، يعطى عن طريق الوريد، ويعمل على الفور، وبعد وقف حقن الدواء فإن ضغط الدم يعود إلى مستواه السابق في غضون عشر دقائق.